# Пасхал

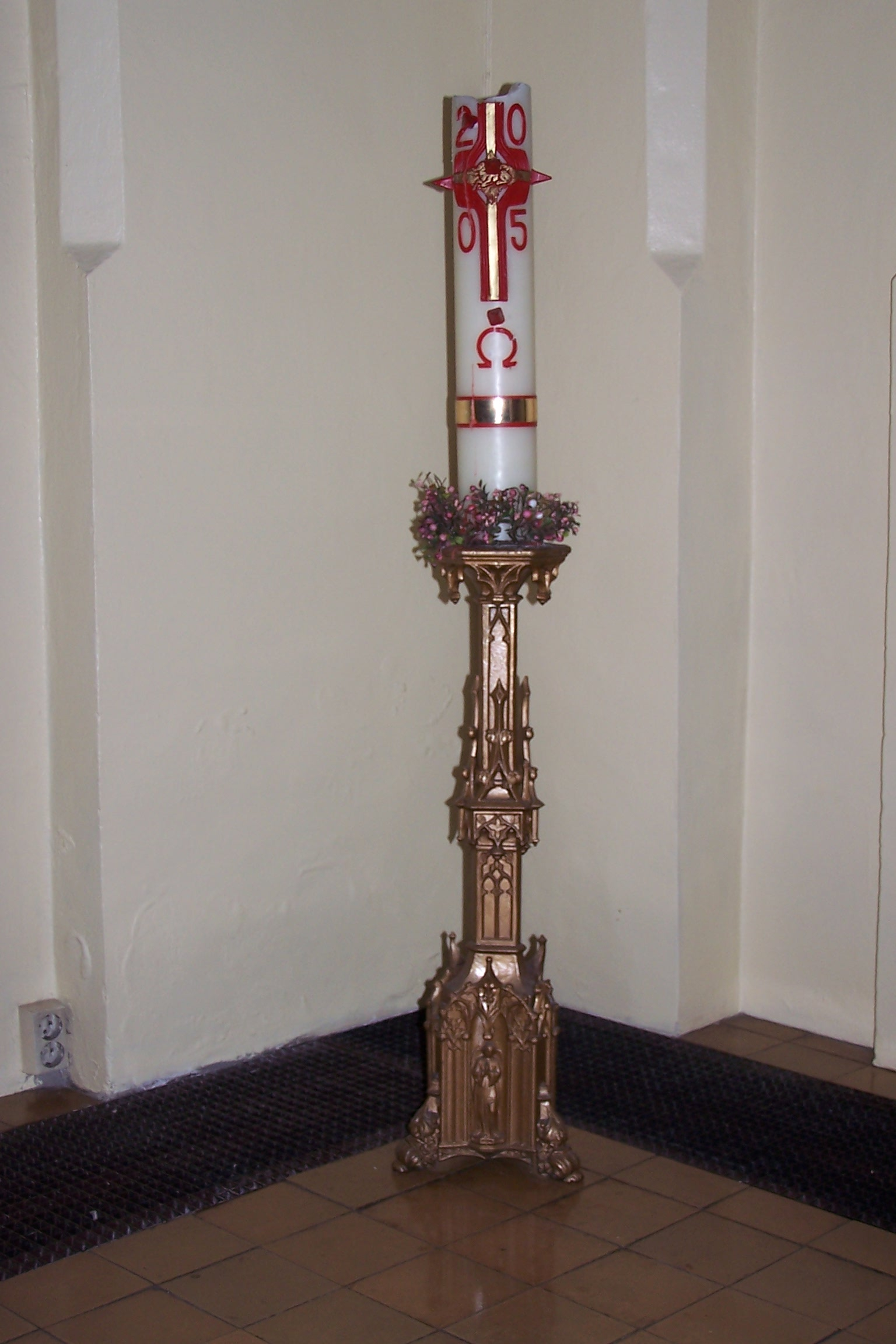

Пасха́л — пасхальная свеча большого размера в католическом богослужении латинского обряда, а также у англикан и лютеран.
Пасхал делается из воска, на нём традиционно изображаются первая и последняя буквы греческого алфавита А (альфа) и Ω (омега) («Я есмь Альфа и Омега, начало и конец, говорит Господь» Откр. 1:8), а также знак креста и цифры, обозначающие текущий год.
Традиция зажигания пасхала на пасхальном богослужении весьма древняя, существует на Западе с IV века.
В Средневековье сформировалась традиция зажжения пасхала от освящённого огня, при свете пасхала произносился гимн провозглашения Пасхи (Exsultet). Позднее пасхал стал освящаться во время пения Exsultet.

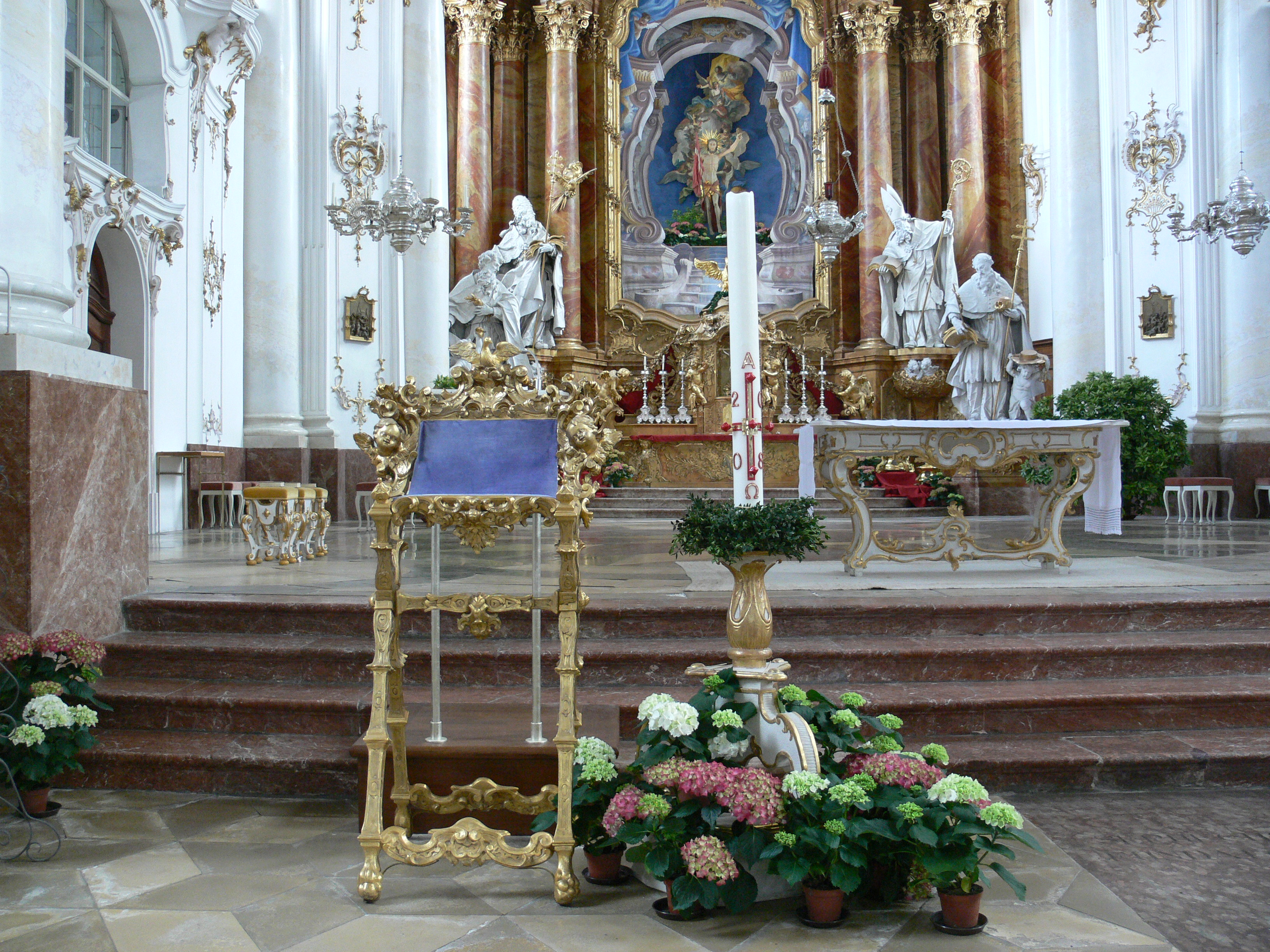
Пасхал, установленный перед алтарём

Согласно современному чину пасхального богослужения освящение пасхала проводится предстоятелем службы в начале Литургии света, первой части богослужения навечерия Пасхи. Обычно освящение совершается во дворе храма. Священник крестообразно укрепляет на пасхале пять крупиц ладана, окрашенных в красный цвет, символизирующих пять ран Христовых. После чтения молитвы освящения священник зажигает пасхал от пасхального костра, провозглашая при этом «Свет Христа, воскресающего во славе, да рассеет тьму в сердцах и душах».
Затем зажжённый пасхал вносится в храм, в котором в этот момент выключено освещение, с троекратным возгласом «Свет Христов».
Верующие зажигают от пасхала свои свечи. Далее пасхал устанавливается рядом с алтарём, после чего произносится «провозглашение Пасхи».
Пасхал продолжает оставаться возле алтаря на протяжении всего пасхального периода вплоть до праздника Пятидесятницы. На время каждой мессы в этот период пасхал зажигается. До реформ Второго Ватиканского собора пасхал зажигался вплоть до праздника Вознесения. В пасхальный период чин мессы имеет особую часть для проведения крещения (совершается даже в отсутствии крещаемых), когда священнослужитель погружает пасхал в крещальную купель и совершает им крестное знамение .
В другие периоды литургического года в таинстве крещения от пасхала зажигают свои свечи новокрещёные.